# Tabor (Slovenia)
Tabor è un comune di 1 526 abitanti della Slovenia centrale.